# Theresa Russell
Theresa Paup (San Diego, 20 de março de 1957), mais conhecida como Theresa Russell, é uma atriz norte-americana cuja carreira abrange mais de quatro décadas. Sua filmografia inclui mais de 50 filmes de longa-metragem, variando de filmes comerciais a filmes independentes e experimentais.

## Biografia
Nascida em San Diego, Theresa Russell cresceu em Burbank, um subúrbio de Los Angeles. Teve uma infância turbulenta, marcada pela pobreza, e abandonou o ensino médio na Burbank High School aos 16 anos. Depois começou a modelar,  chamando a atenção do produtor cinematográfico Sam Spiegel. Através de Spiegel, foi escalada para o filme de Elia Kazan, The Last Tycoon (1976), interpretando a filha de um famoso executivo de cinema . 
Em 1978, estrelou ao lado de Dustin Hoffman no drama policial Straight Time. Seu papel seguinte foi um papel de protagonista no controverso thriller controverso do cineasta inglês Nicolas Roeg, Bad Timing (1980), que recebeu elogios da crítica. Russell e Roeg começaram um romance durante as filmagens do filme, um dos seis projetos em que colaborariam após seu casamento em 1982. Russell apareceu em seguida no drama de Roeg, Eureka (1983), seguido pelo filme dirigido por John Byrum, The Razor's Edge (1984). Russell interpretou Marilyn Monroe no filme de Roeg, Insignificance (1985), seguido por um papel principal como assassina em série no filme neo-noir de Bob Rafelson, Black Widow (1987), que lhe rendeu bastante atenção no circuito comercial.
Continuou a colaborar com Roeg ao longo da década de 1980 e no início da década de 1990, aparecendo em um segmento dirigido por Roeg em Aria (1987), bem como em Track 29 (1989) e Cold Heaven (1991). Outros papéis desta época incluíram os dramas policiais Physical Evidence (1989) e Impulse (1990).
Em 1991, Russell estrelou como uma prostituta no drama satírico de Ken Russell, Whore, seguido pelo filme experimental em preto e branco de Steven Soderbergh, Kafka, coestrelado por Jeremy Irons. Depois de aparecer em vários filmes independentes no meio da década de 1990, teve um papel de apoio no neo-noir de sucesso comercial Wild Things (1998) e no drama aclamado pela crítica The Believer (2001). Em 2005, teve um papel coadjuvante na minissérie da HBO Empire Falls, seguido por um pequeno papel no filme de Sam Raimi, Spider-Man 3 (2007).

## Filmografia
- O Último Magnata (1976)
- Liberdade Condicional (1978)
- Contratempo (1980)
- O Fio da Navalha (1984)
- Eureka (1984)
- Malícia Atômica (1985)
- O Mistério da Viúva Negra (1987)
- Aria (1987)
- Track 29 (1988)
- Álibi para um Suspeito (1989)
- Impulse (1990)
- Kafka  (1991)
- A Prostituta (1991)
- Desejo Selvagem (1991)
- Being Human (1993)
- Thicker Than Water (1993)
- Na Mira do Passado (1994)
- Um Forasteiro na Corte do Rei Arthur (1995)
- Grotesque - Mistério e Assassinato (1995)
- Hotel Paradise (1995)
- Public Enemies (1996)
- Once You Meet a Stranger (1996)
- Mais Forte que a Honra (1997)
- Running Woman (1998)
- Wild Things (1998)
- Luckytown Blues (2000)
- Now & Forever (2001)
- The Believer (2001)
- The House Next Door (2001)
- Project Viper (2002)
- Passionada (2002)
- Save It for Later (2003)
- Blind Injustice (2005) (TV)
- Live to Ride (2005)
- Homem-Aranha 3 (2007) ... Emma Marko